# Argentona
Argentona település Spanyolországban, Barcelona tartományban. Lakosainak száma 12 844 fő (2024).

## Földrajza
Argentona Mataró, Cabrera de Mar, La Roca del Vallès, Dosrius, Cabrils és Òrrius községekkel határos.

## Népesség
A település lakosságának változását az alábbi diagram mutatja:
| Lakosok száma | 642  | 1952 | 2674 | 3522 | 7163 | 10 403 | 11 633 | 11 963 | 12 452 | 12 844 |
|               | 1717 | 1887 | 1936 | 1960 | 1986 | 2004   | 2009   | 2014   | 2019   | 2024   |